# Tocoyena hispidula
Tocoyena hispidula är en måreväxtart som beskrevs av Paul Carpenter Standley. Tocoyena hispidula ingår i släktet Tocoyena och familjen måreväxter. Inga underarter finns listade i Catalogue of Life.